# Аварія в енергосистемі у Великій Британії (2003)
У столиці Великої Британії Лондоні і деяких районах на південному сході країни 28 серпня 2003 року ввечері відбулося широкомасштабне відключення електроенергії (інший термін англ. 2003 London blackout). Приблизно дві третини метро і частина трамваїв припинили рух, вуличні ліхтарі і сигнальні лампи в районах збою електропостачання згасли, спостерігався хаос у міському транспорті. Причиною відключення електроенергії стала аварія в системі трансформаторів.
Це була найбільша аварія у Великій Британії в енергосистемі із 1987 року.
У лондонській підземці перебувало близько 250 тисяч осіб, яких евакуювали із тунелів метро.
Подача електроенергії поновилася через 34 хвилини після її відключення.